# تشب (أوزبكستان)
تشب هي بلدة في مقاطعة آلتين ساي في ولاية صرخنداريا في أوزبكستان.